# Thamnophis rufipunctatus
Thamnophis rufipunctatus är en ormart som beskrevs av Cope 1875. Thamnophis rufipunctatus ingår i släktet strumpebandssnokar, och familjen snokar. IUCN kategoriserar arten globalt som livskraftig.
Arten förekommer främst i norra Mexiko. En större avskild population lever i Arizona och New Mexico (USA). Thamnophis rufipunctatus vistas när vattendrag och intill mindre dammar där strandlinjen är täckt av buskar, träd eller annan hög växtlighet. Grunden i utbredningsområdet är oftast klippig. Minst i norra delen av utbredningsområdet håller ormen under den kalla årstiden vinterdvala.

## Underarter
Arten delas in i följande underarter:
- T. r. nigronuchalis
- T. r. unilabialis
- T. r. rufipunctatus